# Ephyrina figueirai
Ephyrina figueirai är en kräftdjursart som beskrevs av Crosnier och Forest 1973. Ephyrina figueirai ingår i släktet Ephyrina och familjen Oplophoridae. Inga underarter finns listade i Catalogue of Life.